# Ancón (Panamá)
Ancón es un corregimiento del distrito de Panamá, ubicado en un área adyacente al canal de Panamá y al oeste del área metropolitana y del centro de la Ciudad de Panamá. Colinda con los corregimientos de Chilibre y Las Cumbres al este y con los corregimientos de Omar Torrijos, Amelia Denis de Icaza y Belisario Frías del distrito de San Miguelito y al sur con los corregimientos de Curundú, Bethania, Santa Ana y El Chorrillo. Cuenta con una población de 29 761 habitantes de acuerdo a los datos del último censo realizado en la República de Panamá (2010).

## Toponimia
Históricamente, el nombre Ancón hacía referencia al Sitio del Ancón, lugar llamado así por el ancón de la desembocadura del río Grande hacia el océano Pacífico. Sin embargo, el corregimiento actual no corresponde con lo que era conocido como tal, siendo este la punta donde se ubica el Casco Antiguo de la Ciudad de Panamá, hoy parte de los corregimientos de San Felipe y Santa Ana, además del Cerro Ancón, que aún se ubica dentro de los límites modernos de Ancón.

## Historia
La zona donde está ubicado el corregimiento actual de Ancón fue siempre concebida como sitio de tránsito. Desde los tiempos de la llegada de los españoles al país (en 1501), se pensó en construir aquí una ruta que comunicara los océanos Atlántico y Pacífico, idea que se materializó con la construcción del canal de Panamá.
Durante los años en que el Canal de Panamá estuvo bajo el poder de los Estados Unidos, se construyeron numerosas instalaciones administrativas, bases militares y comunidades en las áreas adyacentes a este, conformando la antigua Zona del Canal de Panamá. Cuando estas áreas comenzaron a ser revertidas, en virtud de los Tratados Torrijos-Carter, se propusieron diversas alternativas para integrarlas a la Ciudad de Panamá. El actual corregimiento de Ancón surge cuando se aprueba una nueva división político-administrativa para las áreas revertidas, mediante la Ley n.º 18, del 29 de agosto de 1979, modificada a su vez por la Ley n.º 1, del 27 de octubre de 1982. Las áreas ubicadas hacia el sector del Pacífico pasaron a formar parte de este corregimiento, mientras que las ubicadas hacia el Atlántico fueron incorporadas al corregimiento de Cristóbal, en la vecina provincia de Colón. Aún en la actualidad, estás se caracterizan por un marcado estilo urbanístico y arquitectónico estadounidense.

## Economía

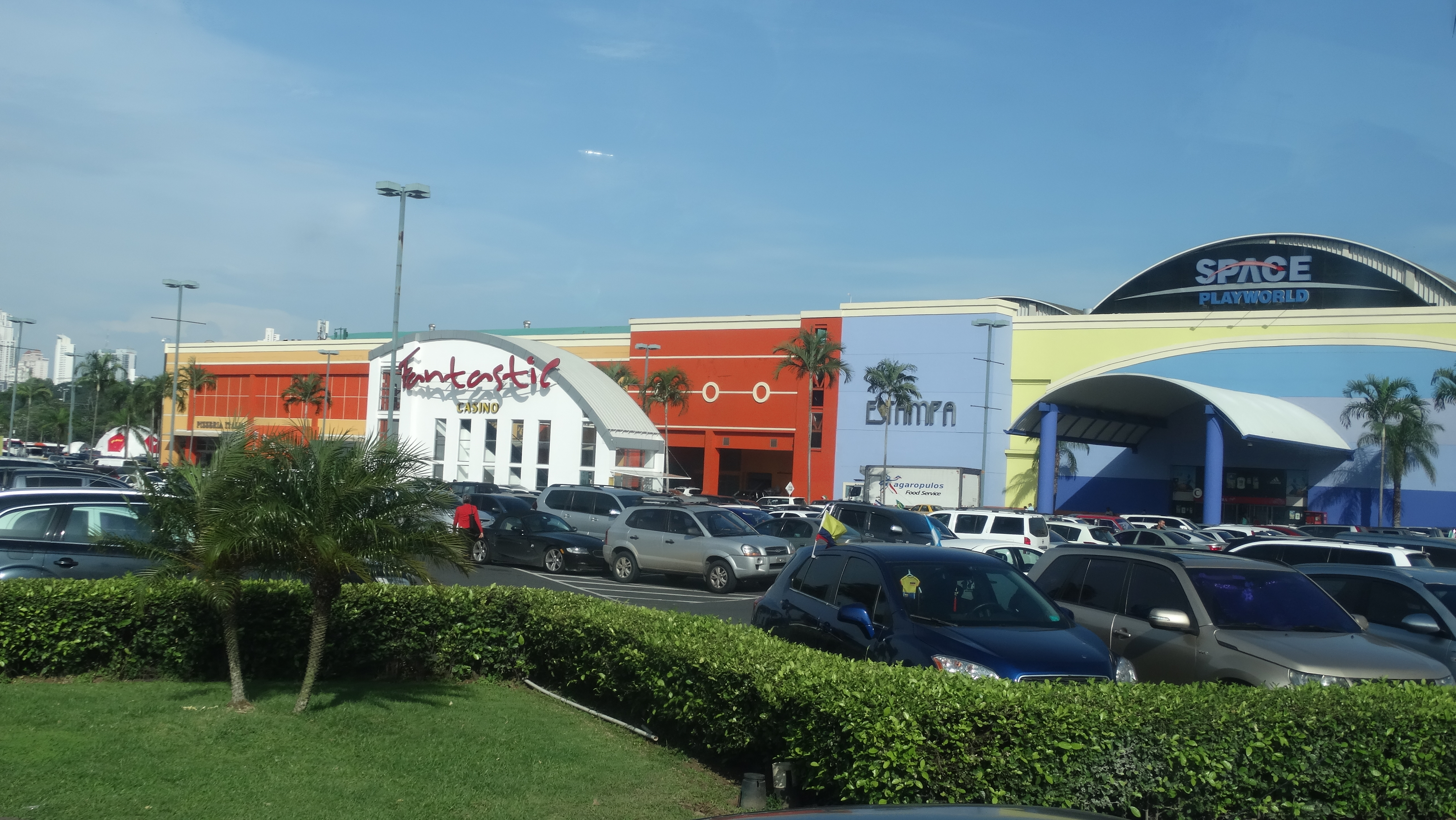
El centro comercial Albrook Mall, es el centro comercial más grande de Panamá y de Latinoamérica

Por su ubicación geográfica, el corregimiento de Ancón tiene una gran importancia para la economía de la ciudad y del país. Se localizan aquí la mayoría de las instalaciones administrativas y de servicios del Canal de Panamá. En el sector de Balboa está ubicado el mayor puerto de la ciudad. También se encuentra en este corregimiento la Unidad Administrativa de Bienes Revertidos del Ministerio de Economía y Finanzas, creada en 2007 como reemplazo de la antigua Autoridad de la Región Interoceánica. Muchos de los edificios pertenecientes a las antiguas bases militares estadounidenses albergan hoy las sedes de otras instituciones gubernamentales y no gubernamentales, destacándose entre ellas, la Ciudad del Saber, principal parque científico y tecnológico del país, ubicado en las áreas del antiguo Fuerte Clayton.
Además de su importancia en los sectores del comercio y del transporte intermodal, el corregimiento está cobrando cada vez más relevancia en el plano de los servicios y el turismo. Cuenta con el Aeropuerto Marcos A. Gelabert, la Gran Terminal Nacional de Transporte y el centro comercial Albrook Mall, el más grande y uno de los más modernos del país; todos ellos ubicados en la comunidad de Albrook. En esta última y en otras, como Altos de Curundú, Clayton y Condado del Rey, se han construido modernas áreas residenciales.

## Sitios de interés

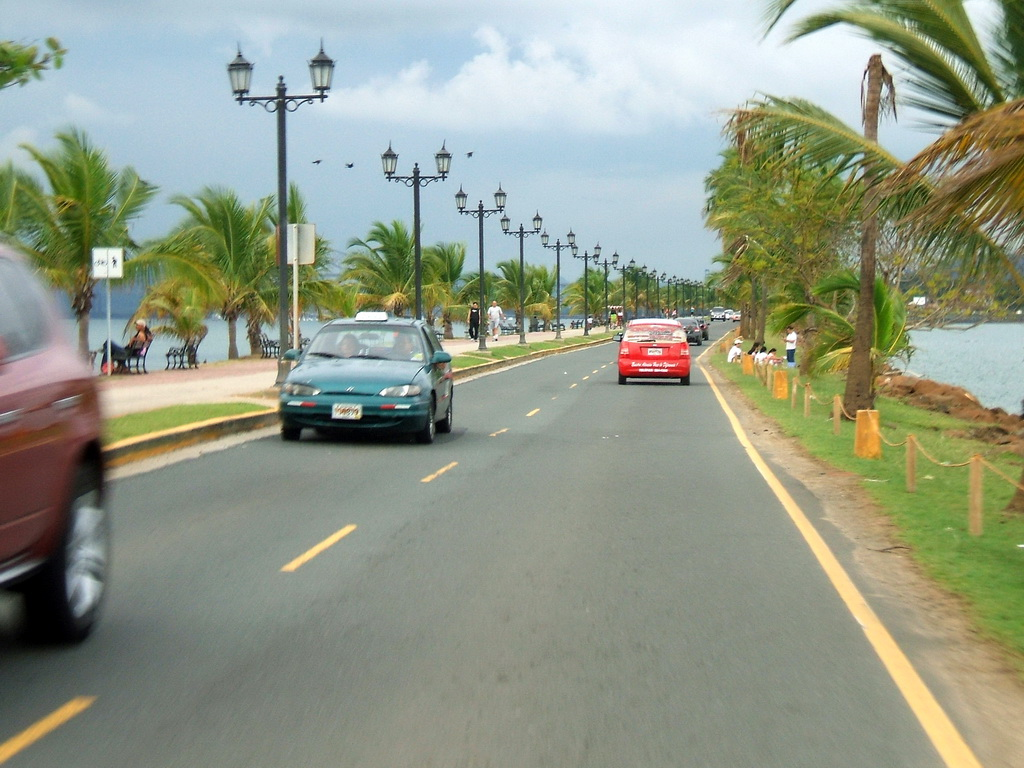
Calzada de Amador.

El corregimiento de Ancón es una mezcla de áreas urbanas y naturales que aún coexisten en plena armonía, aunque no han faltado las controversias ante los nuevos intentos de invadir parte de dichas áreas naturales. Aquí se encuentra el parque natural Metropolitano, una enorme extensión de selva a unos pocos minutos de la ciudad, así como la mayor elevación de esta, el conocido Cerro Ancón.
En el área urbana, pueden visitarse numerosos sitios indisolublemente ligados a la historia de la capital panameña, como el edificio que alberga la sede de la Autoridad del Canal de Panamá, conocido popularmente como el Edificio de la Administración. La Calzada de Amador, por su parte, tiene un tramo que corre sobre el mar, uniendo a tres islas pequeñas del Pacífico. Este lugar, también conocido como Causeway de Amador, es una de las atracciones turísticas más populares de la ciudad, contando con varias marinas, restaurantes, bares y discotecas. Se encuentra aquí el Centro de Convenciones Figali el Museo de la Biodiversidad, diseñado por el renombrado arquitecto Frank Gehry. También se encuentra el Centro de Convenciones de Amador y el Mausoleo de dedicado a Omar Torrijos Herrera.